# Арханђели и аутомати
Арханђели и аутомати је позоришна представа коју је режирао Слободан Ж. Јовановић према комаду Дарија Фо.
Премијерно приказивање било је сезоне 1970/1971 у позоришту ДАДОВ.
У представи је свирала група „Сан”.

## Улоге
| Лица | Глумци                  |
| ---- | ----------------------- |
|      | Бранислав Поповић       |
|      | Миливоје Ђурђевић       |
|      | Драшко Брајовић         |
|      | Душан Ђоковић           |
|      | Горан Бачић             |
|      | Слободанка Јовичић      |
|      | Слободан Боба Јовановић |
|      | Бранко Ковач            |
|      | Младен Поповић          |
|      | Негован Јокић           |
|      | Љиљана Ђукић            |
|      | Биљана Трајковски       |

## Галерија
- Фотографија са извођења представе
- Фотографија са извођења представе
- Фотографија са извођења представе
- Фотографија са извођења представе
- Фотографија са извођења представе